# Фрай, Джоэл
Джоэл Фрай (англ. Joel Fry, род. 20 мая  1984) — английский актёр и музыкант. Выпускник Королевской академии драматического искусства. Джоэль Фрай появился во множестве телесериалов Великобритании, особенно в таких как «Белый фургон», «Затроленный» и «Плебеи», и играл Хиздара зо Лорака в культовом сериале «Игра престолов».

## Фильмография
| Год         | Название                   | Ориг. название             | Роль             | Примечания                       |
| ----------- | -------------------------- | -------------------------- | ---------------- | -------------------------------- |
| 2006        | Чисто английское убийство  | The Bill                   | Даррел Каннингем | Повторяющаяся роль (2 эпизода)   |
| 2008        | 10 000 лет до нашей эры    | 10,000 BC                  | Лу’кибу          | Фильм                            |
| 2009        | Чисто английское убийство  | The Bill                   | Бакстер Райан    | Повторяющаяся роль (3 эпизода)   |
| 2010        | Неотразимая Тамара         | Tamara Drewe               | Стив Калли       | Фильм                            |
| 2011 — 2012 | Белый фургон               | White Van Man              | Даррен           | главная роль (13 эпизодов)       |
| 2011 — 2013 | Затроленные                | Trollied                   | Лейтон           | главная роль (35 эпизодов)       |
| 2012        | Двадцать двенадцать        | Twenty Twelve              | Карл Маркс       | повторяющаяся роль (4 эпизода)   |
| 2012        | Бедлам                     | Bedlam                     | Лиам             | приглашённая звезда (1 эпизод)   |
| 2012        | Враги общества             | Public Enemies             | Даррен Нанн      | Повторяющаяся роль (3 эпизода)   |
| 2013 — 2016 | Плебеи                     | Plebs                      | Стайлакс         | Главная роль (22 эпизода)        |
| 2014 — 2017 | W1A                        | W1A                        | Карл Маркс       | Повторяющаяся роль (2 эпизода)   |
| 2014 — 2015 | Игра престолов             | Game of Thrones            | Хиздар зо Лорак  | повторяющаяся роль (8 эпизодов)  |
| 2015        | Смерть в раю               | Death in Paradise          | Стив Тейлор      | эпизод 4.2                       |
| 2015        | Ты, я и конец света        | You, Me and the Apocalypse | Дэйв             | Фильм                            |
| 2018        | Бенджамин                  | Benjamin                   | Стивен           | Фильм                            |
| 2019        | Вчера                      | Yesterday                  | Роки             | Фильм                            |
| 2020        | Любовь. Свадьба. Повтор    | Love Wedding Repeat        | Брайан           | Фильм                            |
| 2020        | Тихая ночь                 | Silent Night               | Симус            | Фильм                            |
| 2021        | На Земле                   | In the Earth               | Мартин Лоури     | Фильм                            |
| 2021        | Круэлла                    | Cruella                    | Джаспер          | Фильм                            |
| 2021        | Мальчик по имени Рождество | A Boy Called Christmas     | Мэтт             | Фильм                            |
| 2022        | Наш флаг означает смерть   | Our Flag Means Death       | Френчи           | повторяющаяся роль (10 эпизодов) |
| 2023        | Корабль призраков          | Haunting of the Queen Mary | Патрик Колдер    | Фильм                            |
| 2023        | Всемирный потоп            | The End We Start From      | Р                | Фильм                            |

## Дискография

### Animal Circus
- 2012 — Snakes and Ladders[5]